# Švédsko na Letních olympijských hrách 2024
Švédsko na Letních olympijských hrách 2024 reprezentovalo 118 sportovců v 18 sportech. Švédští sportovci se od roku 1896 zúčastnili každých letních olympijských her s výjimkou letních olympijských her 1904, konaných v St. Louis.

## Medailisté
| Medaile | Jméno                                            | Sport             | Disciplína                  | Datum        |
| ------- | ------------------------------------------------ | ----------------- | --------------------------- | ------------ |
| Zlato   | Sarah Sjöströmová                                | Plavání           | 50 m volný způsob - ženy    | 31. července |
| Zlato   | Sarah Sjöströmová                                | Plavání           | 100 m volný způsob - ženy   | 4. srpna     |
| Zlato   | Armand Duplantis                                 | Atletika          | skok o tyči - muži          | 5. srpna     |
| Zlato   | Jonatan Hellvig David Åhman                      | Plážový volejbal  | turnaj - muži               | 10. srpna    |
| Stříbro | Victor Lindgren                                  | Sportovní střelba | 10 m vzduchová puška - muži | 29. července |
| Stříbro | Vilma Bobecková Rebecca Netzlerová               | Jachting          | třída 49erFX - ženy         | 2. srpna     |
| Stříbro | Truls Möregårdh                                  | Stolní tenis      | dvouhra - muži              | 4. srpna     |
| Stříbro | Truls Möregårdh Kristian Karlsson Anton Källberg | Stolní tenis      | družstva - muži             | 9. srpna     |
| Bronz   | Tara Babulfathová                                | Judo              | do 48 kg - ženy             | 27. července |
| Bronz   | Jenny Rissvedsová                                | Cyklistika        | cross-country - ženy        | 28. července |
| Bronz   | Anton Dahlberg Lovisa Karlssonová                | Jachting          | třída 470 - mix             | 8. srpna     |